# 宇多川都
宇多川 都（うたかわ みやこ、1971年3月15日 - ）は、日本の女性演歌歌手。兵庫県姫路市出身。本名：浦上幹子（うらがみ みきこ）。血液型はA型。

## 人物・経歴
1971年（昭和46年）3月15日、兵庫県姫路市で生まれる。家族構成は父母のほか弟があった。1983年（昭和58年）に姫路市立荒川小学校を卒業、1986年（昭和61年）に姫路市立山陽中学校を卒業。1986年4月21日、本名の浦上幹子名義でビクター音楽産業（現：ビクターエンタテインメント）からデビュー曲「KUMIKO」で歌手デビューを果たす。同年9月5日にアルバムカセット『幹子First』、同年11月1日にシングル『夢流れ』を本名名義でリリース。
1989年（平成元年）3月、堀越高等学校卒業。芸名を「浦上裕里子」に改名し、1989年7月21日にシングル『少女さすらい』、1990年2月21日にシングル『花酒場』をリリース。当時は森進一の個人芸能事務所である森音楽事務所に所属していた。
その後、芸名を「宇多川都」に改名し、天路プロダクションに所属。BMGビクター（現：Ariola Japan）へ移籍。1993年2月3日に『おもいで酒場』で再デビュー。
2008年6月25日には、7年ぶりとなるニューシングル『都／輝きへのちから』を日本クラウンからリリースした。
趣味は旅行、ピアノ演奏、ジャズダンス。特技は料理。好きな食べ物は寿司とお好み焼。好きな果物は苺と桃。好きな花はスイートピーとかすみ草。好きな色は白、赤、黄色。好きな言葉は「ふれあい」。

## ディスコグラフィ

### シングル
- 浦上幹子名義（ビクター）。

| # | 発売日         | 曲順 | タイトル         | 作詞       | 作曲     | 編曲       | 規格品番 |
| - | -------------- | ---- | ---------------- | ---------- | -------- | ---------- | -------- |
| 1 | 1986年 4月21日 | A面  | KUMIKO           | たかたかし | 曽根幸明 | 川口真     | SV-9120  |
| 1 | 1986年 4月21日 | B面  | 恋・ミスキャスト | MIKU       | 曽根幸明 | 川口真     | SV-9120  |
| 2 | 1986年 11月1日 | A面  | 夢流れ           | 鳥井実     | 宇崎竜童 | 馬飼野俊一 | SV-9188  |
| 2 | 1986年 11月1日 | B面  | ブルースに泣く女 | 鳥井実     | 猪俣公章 | 馬飼野俊一 | SV-9188  |

- 浦上裕里子名義（ビクター）

| # | 発売日         | 曲順 | タイトル     | 作詞       | 作曲     | 編曲     | 規格品番   |
| - | -------------- | ---- | ------------ | ---------- | -------- | -------- | ---------- |
| 1 | 1988年 7月21日 | A面  | 少女さすらい | 売野雅勇   | 猪俣公章 | 川口真   | SV-9345    |
| 1 | 1988年 7月21日 | B面  | 泣きたくて   | 売野雅勇   | 猪俣公章 | 川口真   | SV-9345    |
| 2 | 1990年 2月21日 | 01   | 花酒場       | 石本美由起 | 市川昭介 | 斉藤恒夫 | VIDL-10006 |
| 2 | 1990年 2月21日 | 02   | 女みれん唄   | 石本美由起 | 市川昭介 | 斉藤恒夫 | VIDL-10006 |

- 宇多川都名義。
  - 1〜4：BMGビクター、5：バンダイ、6・9：日本クラウン、7：ユニバーサル。

| # | 発売日         | 曲順 | タイトル                                | 作詞             | 作曲                | 編曲         | 規格品番  |
| - | -------------- | ---- | --------------------------------------- | ---------------- | ------------------- | ------------ | --------- |
| 1 | 1993年 2月3日  | 01   | おもいで酒場                            | 里村龍一         | 猪俣公章            | 小杉仁三     | BVDL-28   |
| 1 | 1993年 2月3日  | 02   | 冬物語                                  | 里村龍一         | 猪俣公章            | 小杉仁三     | BVDL-28   |
| 2 | 1994年 4月21日 | 01   | 想い出にかわる時                        | 星野真弓         | さいとう聖子        | 若草恵       | BVDL-44   |
| 2 | 1994年 4月21日 | 02   | You are my memory                       | 機哉瞭太         | さいとう聖子        | 若草恵       | BVDL-44   |
| 3 | 1995年 3月24日 | 01   | 愛哀しくて                              | 石坂ゆたか       | 長部正和            | 桜庭伸幸     | BVDL-1010 |
| 3 | 1995年 3月24日 | 02   | 北海峡                                  | 石坂ゆたか       | 美波有              | 薗広昭       | BVDL-1010 |
| 4 | 1995年 5月16日 | 01   | 追いかけて… 夢・I・N・G                 | 土岐ゆか         | さいとう聖子        | 藤原いくろう | BVDR-1036 |
| 4 | 1995年 5月16日 | 02   | 想い出にかわる時 (アコースティックVer.) | 星野真弓         | さいとう聖子        | M-PROJECT    | BVDR-1036 |
| 5 | 1998年 5月21日 | 01   | ひまわり                                | 石坂まさを       | 石坂よしゆき        | 大場吉信     | BKDA-0036 |
| 5 | 1998年 5月21日 | 02   | しあわせになろう                        | ヨシユキオオヒラ | ヨシユキオオヒラ    | 大場吉信     | BKDA-0036 |
| 6 | 1998年 7月23日 | 01   | しあわせになろう                        | ヨシユキオオヒラ | ヨシユキオオヒラ    | 大場吉信     | CRDN-553  |
| 6 | 1998年 7月23日 | 02   | CHANCE! CHANCE! CHANCE!                 | 石坂まさを       | ヨシユキオオヒラ    | 谷川学       | CRDN-553  |
| 7 | 2000年 8月23日 | 01   | まぶしすぎて                            | 石坂よしゆき     | 長田栄二 山口美央子 | 旭純         | UPDH-1001 |
| 7 | 2000年 8月23日 | 02   | 圭子の夢は夜ひらく                      | 石坂まさを       | 曽根幸明            | 杉山正明     | UPDH-1001 |
| 8 | 2001年 6月27日 | 01   | 運命－さだめ－                          | 石坂よしゆき     | 伍伯昌              | 杉山正明     | UPDH-1007 |
| 8 | 2001年 6月27日 | 02   | ワインの香り                            | 石坂よしゆき     | 高志広行            | 杉山正明     | UPDH-1007 |
| 9 | 2008年 6月25日 | 01   | 都                                      | Jacky Woo        | Jacky Woo           | 渡邊理       | CRCN-2206 |
| 9 | 2008年 6月25日 | 02   | 輝きへのちから                          | 宇多川都         | 宇多川都            | 渡邊理       | CRCN-2206 |

### アルバム
- 浦上幹子名義

| 発売日       | タイトル  | 規格品番  |
| ------------ | --------- | --------- |
| 1986年9月5日 | 幹子First | VCH-10353 |

- 宇多川都名義

| 発売日         | タイトル                   | 規格品番 |
| -------------- | -------------------------- | -------- |
| 1993年10月21日 | おもいで酒場・夢をかざって | BVCH-606 |

### タイアップ曲
| 年     | 楽曲                   | タイアップ                                                      |
| ------ | ---------------------- | --------------------------------------------------------------- |
| 1993年 | おもいで酒場           | テレビ東京系ドラマ「付き馬屋おえん事件帳（第2シリーズ）」主題歌 |
| 1994年 | 想い出にかわる時       | TBS系ドラマ「適齢期」挿入歌                                     |
| 1995年 | 愛哀しくて             | テレビ東京系ドラマ「付き馬屋おえん事件帳（第3シリーズ）」主題歌 |
| 1995年 | 追いかけて…夢・I・N・G | ユアテック・イメージソング                                      |
| 1998年 | しあわせになろう       | テレビ朝日系テレビドラマ「びんぼう同心御用帳」挿入歌            |
| 1998年 | CHANCE!CHANCE!CHANCE!  | 清水エスパルス・応援ソング                                      |
| 2000年 | まぶしすぎて           | 映画「極道の妻たち リベンジ」主題歌                             |
| 2001年 | 運命－さだめ－         | 映画「極道の妻たち 地獄の道づれ」主題歌                         |

## 出演

### テレビ
- マツコ会議（2020年3月28日、日本テレビ） - 「88年度卒・堀越高等学校の同窓会に潜入！ 学業と芸能活動を両立してきた超人気アイドルの学園生活マル秘話にマツコ大興奮！」回に出演。渡辺美奈代、西村知美、藤本恭子、喜熨斗里香、伊藤智恵理らと共に出演。伊藤は堀越学園の卒業生ではないが、芸能界での友人ということで出演した。